# Gavriil Alexandrovitch Ignatiev
Pour les autres membres de la famille, voir Famille Ignatiev.
Général Gavriil Alexandovitch Ignatiev. (En alphabet cyrillique : генерал Гавриил Александрович Игнатьев). Né en 1768, décédé le 24 mars 1852. Général d'artillerie au cours des guerres napoléoniennes.

## Famille
Il fut le père du général d'artillerie Andreï Gavrilovitch Ignatiev (1802-1879).

## Biographie
Issu d'une famille de la noblesse russe, il eut pour ancêtre Fiodor Akinfovitch Biakont. Le 16 janvier 1782, Gavriil Alexandrovitch Ignatiev fut inscrit au Corps des cadets à l'Université militaire académique de Saint-Pétersbourg (aujourd'hui Académie militaire de l'Espace Mojaïski / nommé en l'honneur du précurseur de l'aviation en Russie Alexandre Fiodorovitch Alexandre Mojaïski). Le 3 mai 1785, il fut promu porte-étendard dans le Corps d'ingénierie.
En 1786, en qualité d'ingénieur, le sous-lieutenant Ignatiev dirigea les travaux de construction du canal Nord-Iekaterina (situé dans la région de Perm, aujourd'hui détruit, il reliait la rivière Kama à la Dvina), sa longueur était de 18 kilomètres),.
Il participa à la guerre russo-turque de 1787-1792. Au cours de ce conflit, il prit part à la prise de la forteresse d'Izmaïl, en raison de sa bravoure au cours de cet assaut, il fut élevé au grade de sous-lieutenant.
En 1793, Gavriil Alexandrovitch Ignatiev occupa le poste d'ambassadeur de la Russie impériale à Constantinople.
En 1794, lors du soulèvement polonais dirigé par le général Tadeusz Kościuszko, le sous-lieutenant Ignatiev fit preuve de bravoure.
Placé sous le commandement du généralissime Alexandre Souvorov, Gavriil Alexandrovitch fut engagé dans la Campagne d'Italie et de Suisse. Pour les services rendus lors de cette campagne militaire, le 11 octobre 1799, il fut élevé au grade de colonel.

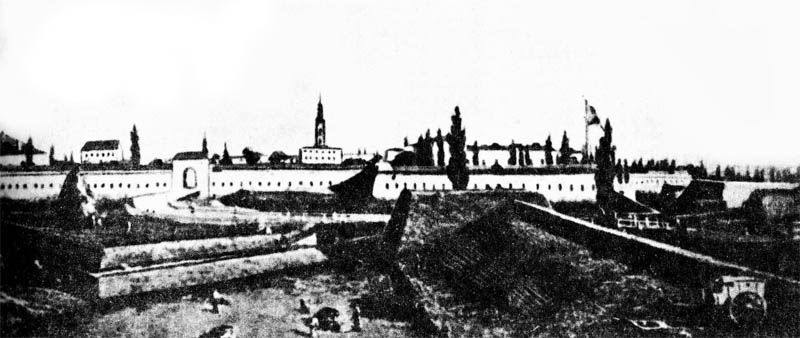
La forteresse de Bobrouïsk en 1811.

De mars 1800 au 15 juillet 1801, le colonel Ignatiev assura le commandement du 8e Régiment d'Artillerie.
Au cours de la Troisième Coalition, le 5 novembre 1805, à Amstetten sous le commandement du général Piotr Ivanovitch Bagration, Gavriil Alexandrovitch combattit les troupes françaises des généraux Jean Lannes et Joachim Murat. Le 11 novembre 1805, il se distingua également au cours de la bataille de Krems. Le 2 décembre 1805, sous les ordres directs de l'empereur Alexandre Ier de Russie et du général Mikhaïl Illarionovitch Koutouzov, il prit part à la bataille d'Austerlitz. Il fut engagé dans la Campagne de Pologne et se distingua à Ostrolenka.
Le 16 mars 1808, il fut promu major-général.
Le 26 novembre 1808, il reçut l'Ordre de Saint-Georges. (Sur la liste de l'Ordre de Saint-Georges n°2005).
En 1810, en qualité de chef de travaux, il dirigea la construction de la forteresse Bobrouïk.  En 1812, devant l'avancée des troupes napoléoniennes, sans ordre, il occupa le poste de gouverneur et assura la défense de cette forteresse. Au cours de cette Campagne de Russie il fut confirmé dans cette fonction. Retranché dans cette forteresse, il  observa les troupes françaises et transmit au général Koutouzov des renseignements très importants sur le nombre d'hommes la composant mais également sur les mouvements opérés par l'ennemi. En outre, il put ravitailler l'Armée impériale russe en nourriture.
Au terme de cette Campagne de Russie, le major-général Ignatiev fut décoré de l'Ordre de Saint-Vladimir (2e classe).
En 1812, après le repli de l'armée française de Moscou en France, afin de rétablir l'ordre, Gavriil Alexandrovitch fut envoyé dans la province de Minsk, il demeura dans cette région jusqu'en 1815. Puis, il assura le commandement du 6e et 2e corps d'artillerie dans un régiment d'infanterie.
Le 20 septembre 1821, il fut élevé au grade de lieutenant-général.
En 1826, Il dirigea le Département de l'artillerie au Ministère de la guerre. Son excellent travail à ce poste lui valut une nouvelle promotion, Nicolas Ier de Russie le promut général d'artillerie.
Le 24 juin 1833, le général Ignatiev fut admis à siéger au général-auditoriat (Département judiciaire de l'Armée impériale).

## Décès et inhumation
Décédé le 24 mars 1852, Gavriil Alexandrovitch Ignatiev fut inhumé au cimetière orthodoxe de Smolensk à Saint-Pétersbourg.

## Distinctions
- 26 novembre 1808 : Ordre de Saint-Georges (4e classe)
- 6 décembre 1830 : Ordre de Saint-Alexandre Nevski (avec diamants).
- 8 septembre 1813 : Ordre de Saint-Vladimir (2e classe).
- 27 décembre 1811 : Ordre de Sainte-Anne (1re classe avec diamants).